# Přímořský kraj
Přímořský kraj (rusky Примо́рский край) je federální subjekt Ruské federace, jenž se rozkládá především podél pobřeží Japonského moře. Kraj je součástí Dálněvýchodního federálního okruhu. Hlavní městem je Vladivostok, který je největším městem ruského dálného východu. V kraji žilo k roku 2010 1 956 497 obyvatel.

## Historie
Přímořský kraj vznikl 18. října 1938 rozdělením Dálněvýchodního kraje.

## Krajské symboly

### Vlajka
Vlajka Přímořského kraje je tvořená listem o poměru stran 2:3 s bílým, šikmým pruhem (břevnem, podél diagonály), které vlajku rozděluje na levý, horní, červený a pravý, dolní, světle modrý roh. V horním rohu u žerdi je zlatý, černě pruhovaný tygr ussurijský, kráčející heraldicky doprava (k žerdi).

## Geografie
Kraj sousedí na severu s Chabarovským krajem, na západě s Čínou a na jihu se Severní Koreou. Ke kraji patří i některé ostrovy.
Přímořským krajem prochází pohoří Sichote Aliň, které pokračuje do Chabarovského kraje. Nejvýznamnější řekou je Ussuri, která zde pramení a na svém středním toku tvoří na západě hranici s Čínou. Ussuri protéká rozsáhlým údolím, ve kterém se vyskytují četné ostrovy oddělené říčními rameny, pouze na menší části toku má údolí strmé břehy. Do Ussuri odtéká většina řek Přímořského kraje.
Kraj se nachází ve Vladivostocké časové zóně UTC+11, která je oproti moskevskému času předsunuta o 7 hodin. Místní střední sluneční čas se oproti úřednímu času předbíhá zhruba o 2 hodiny.

## Sídla
Tabulka níže uvádí největší sídla v Přímořském kraji (bez aglomerace) podle sčítání v r. 2010 a vzestup nebo pokles v porovnání s předchozím sčítáním.
| Sídlo       | Počet obyvatel |
| ----------- | -------------- |
| Vladivostok | 592 069▼       |
| Nachodka    | 159 695▼       |
| Ussurijsk   | 157 946▼       |
| Arťom       | 102 636▼       |
| Arseňjev    | 56 742▼        |

## Ekonomika
Převažuje průmysl loďařský, chemický (zejména zpracování ropy), rybný, letecký (vojenská letadla), hutnictví olova. Vladivostok je nejdůležitějším finančním centrem ruského východu.
Krajem prochází Transsibiřská magistrála a také železniční trať do Severní Koreje. Námořní přístavy v Přímořském kraji mají mimořádný celostátní význam, jde především o moderní kontejnerové přístavy ve Vladivostoku a v Nachodce (Vostočnyj) a dále o ropný terminál tamtéž. Ve Vladivostoku je mezinárodní letiště, které má spojení s městy v Číně, Severní Koreji, Jižní Koreji, Japonsku a dále s vnitrostátními letišti.

## Obyvatelstvo
Původními obyvateli přímořského kraje byli Udegejci, Nanajci, Nivchové, Oročové, Ulčové, Orokové a Mandžunové.

### Počet obyvatel
Obyvatel v přímořském kraji ubývá. V roce 2010 jich bylo 1 956 497, takže méně než roku 2002, kdy jich bylo 2 071 210. V roce 1989 jich bylo 2 258 391.

### Národnostní skupiny
Vzhledem ke geografické poloze se zde kromě Rusů vyskytují Korejci, povolžští Němci, Burjati, Nanajci, Japonci, Číňané a Oročové, žije zde i mnoho národností z ostatních zemí bývalého SSSR. Původními obyvateli jsou Udegejci, hlavně jejich podskupina zvaná Tazové.

#### Seznam etnických skupin
Údaje jsou z roku 2010. Je i uvedeno, kolik procent daná národnost tvoří:
- Rusové 92,5 %
- Ukrajinci 2,8 %
- Korejci 1 %
- Tataři 0,6 %
- Uzbekové 0,5 %
- Bělorusové 0,3 %
- Arméni 0,3 %
- Azerové 0,2 %
- Číňané (Chanové) 0,2 %
- Mordvinci 0,1 %
- Ostatní 1,5 %

### Náboženství
Podle průzkumu z roku 2012 se v přímořském kraji hlásilo 26,6 % obyvatel k ruské ortodoxní církvi, 6 % k nezařazenému křesťanství, 1 % k ostatním pravoslavným církvím a 1 % k rodnověří nebo k tradičním sibiřským náboženstvím. Ateistů je 35 %, lidí co věří ve vyšší moc a nehlásí se k žádnému náboženství (tzv. bez vyznání) je 24 % a ostatních je 6,4 %.